# James C. Needham
James Carson Needham (ur. 17 września 1864 w Carson City, zm. 11 lipca 1942 w Modesto) – amerykański polityk, członek Partii Republikańskiej.

## Działalność polityczna
W okresie od 4 marca 1899 do 3 marca 1903 przez dwie kadencje był przedstawicielem 7. okręgu, a od 4 marca 1903 do 3 marca 1913 przez pięć kadencji przedstawicielem 6. okręgu wyborczego w Kalifornii w Izbie Reprezentantów Stanów Zjednoczonych.